# Annie Christitch
Annie Christitch (1885-1977) fue una periodista serbia, patriota y activista por los derechos de la mujer.

## Trayectoria
Annie Christitch es hija de Elizabeth O'Brien y el coronel Ljubomir N. Christitch (también escrito Hristić) en Belgrado en 1885. Christitch se educó principalmente en casa, con su hermana Janie y su hermano Nikola. Se licenció en la Universidad de Londres. Hablaba con fluidez inglés, francés, italiano, alemán, serbio, croata, ruso e irlandés.

## Carrera
Trabajó como dama de honor de la reina María de Yugoslavia. Junto con su madre, Christitch trabajó como enfermera durante la Primera Guerra Mundial. Trató a soldados serbios y supervisó varios hospitales militares. Christitch recaudó dinero para suministros médicos a través de una gira de conferencias en Gran Bretaña y dirigió un comedor de beneficencia para la Cruz Roja. Durante la Segunda Guerra Mundial, Christitch formó parte de un grupo clandestino para ayudar a los soldados aliados a escapar de los países balcánicos. También trabajó con la Cruz Roja Británica apoyada por la Reina para abastecer a los prisioneros de guerra yugoslavos detenidos en Alemania e Italia.
Christitch también fue periodista y reportera del Daily Express. Fue una de las primeras mujeres reporteras en informar desde un avión. 
Christitch trabajó para mejorar los derechos de las mujeres en los Balcanes y fue miembro fundadora de la Sociedad de Sufragio de Mujeres Católicas. El Papa Benedicto XV le otorgó una bendición papal por su trabajo en 1919. Christitch sirvió en el Comité de Prensa del Consejo Internacional de Mujeres de 1838 a 1947. 
Christitch murió en Londres en 1977.

## Reconocimientos
Christitch recibió:
- la Orden del Águila Blanca y la Orden de San Sava,
- la medalla de la Cruz Roja de Yugoslavia y
- el León Blanco de Checoslovaquia.